# Senglea
Senglea (maltesisch: L-Isla) ist eine Halbinsel und Stadt im südwestlichen Teil des „Großen Hafens“ von Malta. Sie verläuft fast parallel zur östlich daneben gelegenen Halbinsel Vittoriosa (Birgu) und liegt Valletta, auf der anderen Seite des Hafens, gegenüber. Sie gehört zu den sogenannten „Drei Städten“. Senglea hat 2958 Einwohner (Stand 31. Dezember 2020), größtenteils Beschäftigte der nahen Werftbetriebe.

## Geschichte
Bevor der Ort nach dem Großmeister des Malteserordens, Claude de la Sengle, benannt wurde, hieß er im allgemeinen Sprachgebrauch nur „L-Isla“. Diese Bezeichnung ist unter Maltesern auch heute noch sehr geläufig. Im Jahre 1554 ließ La Sengle hier die Festung St. Michael errichten. Diese Festung spielte zusammen mit dem Fort St. Elmo und dem an der Spitze Birgus gelegenen Hauptsitz der Malteserritter, der Festung St. Angelo, eine entscheidende Rolle bei der Belagerung durch die Türken im Jahre 1565.
Nachdem die Stadt im Zweiten Weltkrieg, bedingt durch die Nähe zu den Werftanlagen Maltas, von der deutschen und italienischen Luftwaffe fast völlig zerstört wurde (siehe auch Belagerung von Malta (Zweiter Weltkrieg)), baute man sie mit überwiegend schlichten Wohnhäusern wieder auf.

## Sehenswürdigkeiten
Die Basilika Maria Geburt ist der Heiligen Jungfrau (Ta’ Marija Bambina) gewidmet. Sie gehört zum Erzbistum Malta und wurde 1920 von Papst Benedikt XV. zur Basilica minor erhoben.
Von der Festung St. Michael blieb nur ein kleiner Beobachtungsposten (Gardjola) erhalten, der auf der einen Seite das Relief eines Auges, auf der anderen eines Ohres trägt, als Hinweis an die Wache Augen und Ohren offen zu halten. Dieser bietet auch eine gute Aussicht auf Valletta, den „Großen Hafen“ und die Festung St. Angelo.

## Bilder

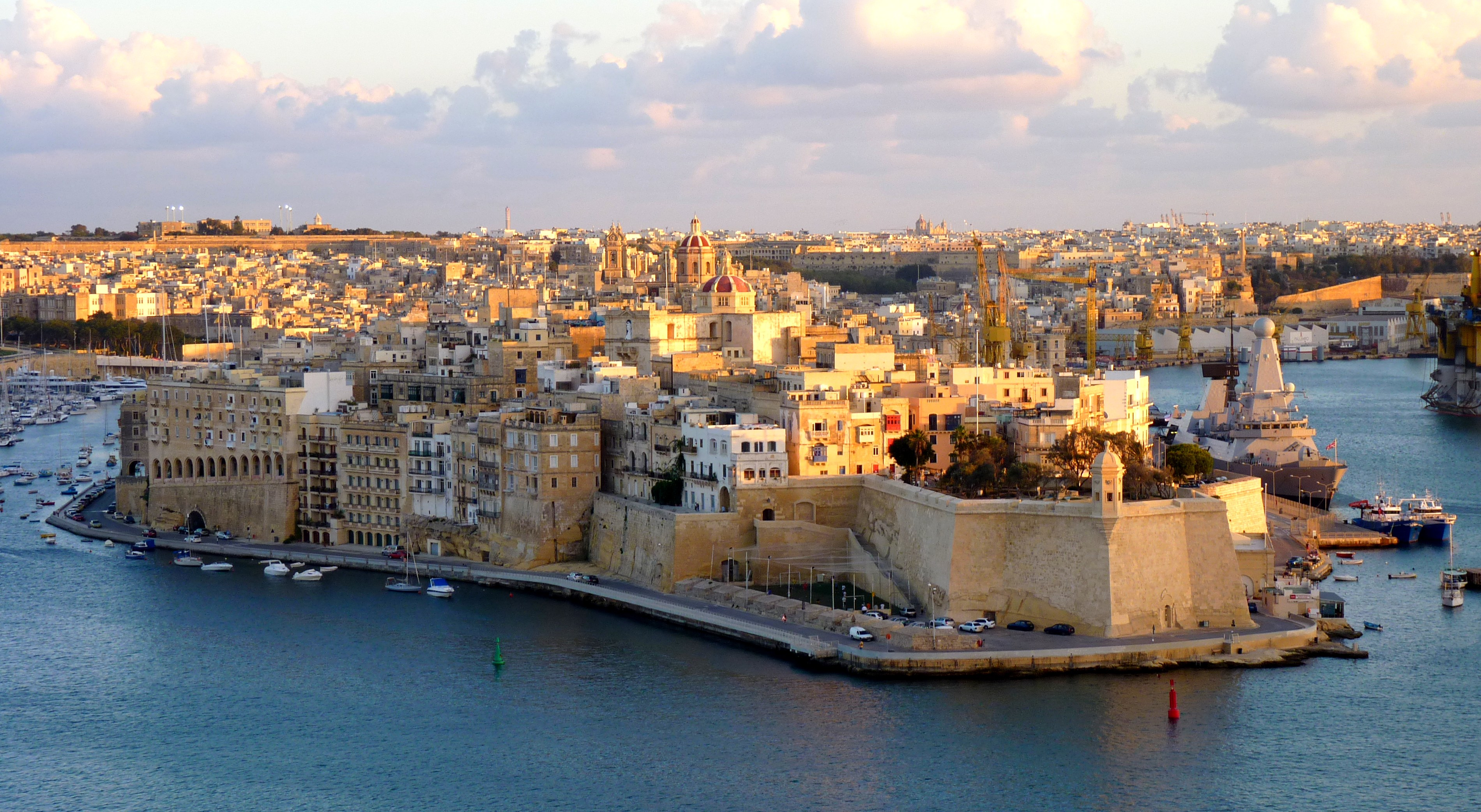
Senglea von Valletta aus gesehen
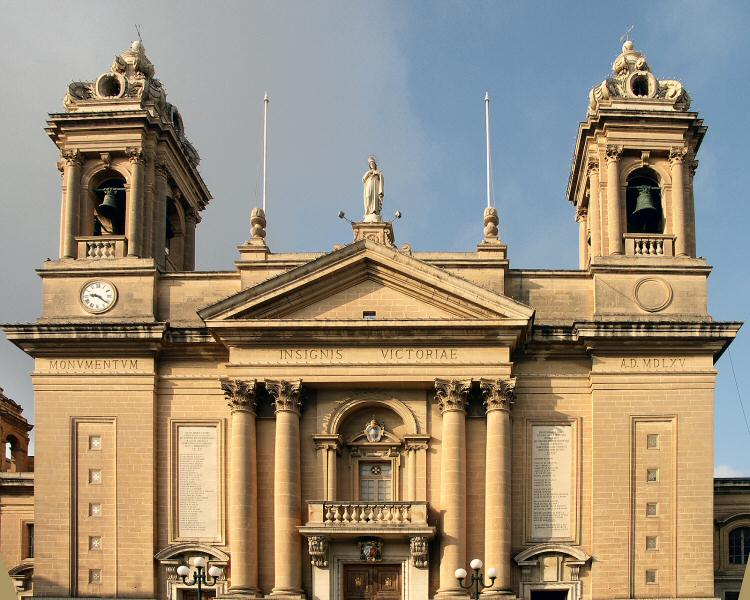
Basilika in Senglea
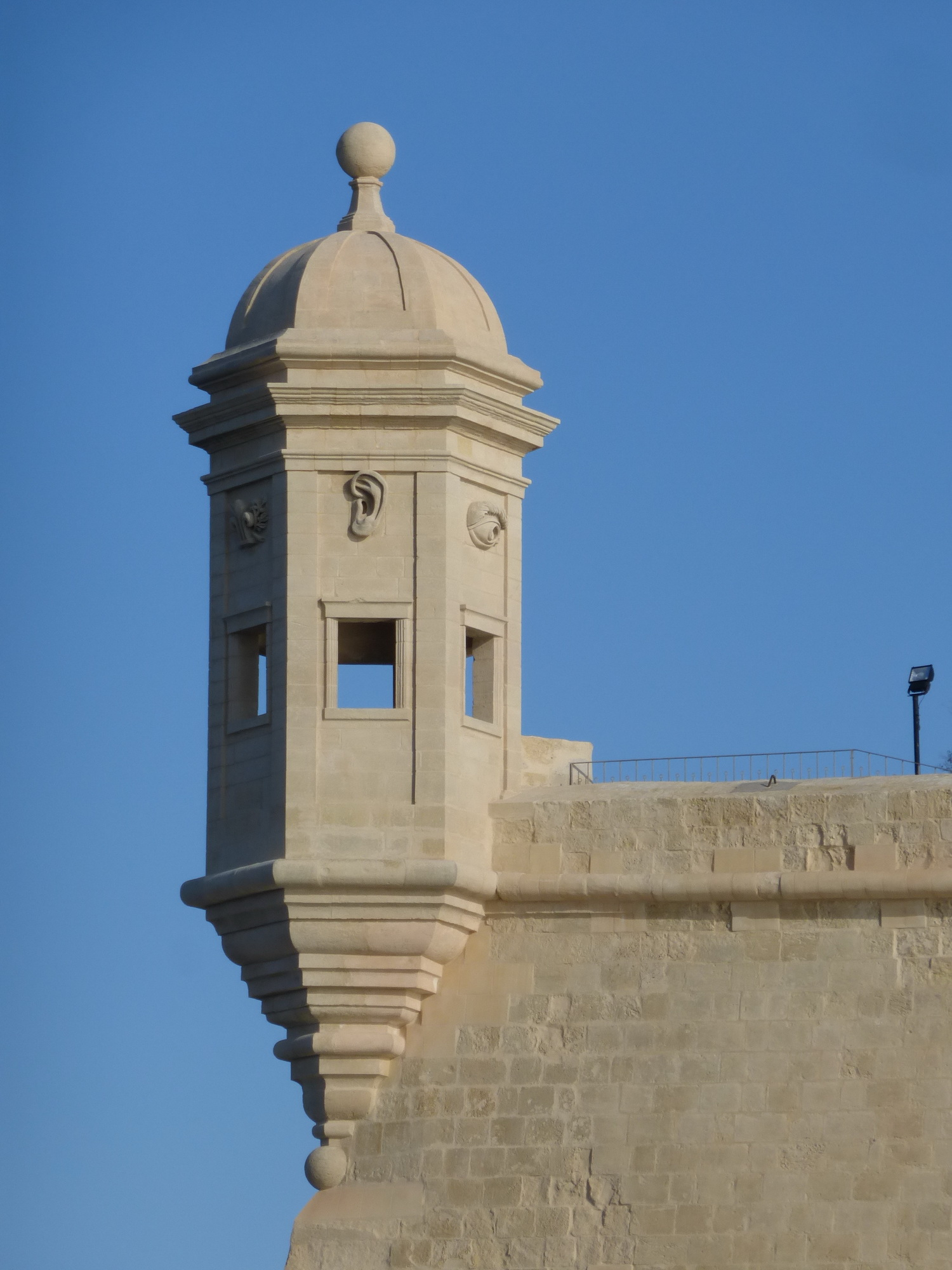
Wachturm "Gardjola", ein Wahrzeichen Sengleas
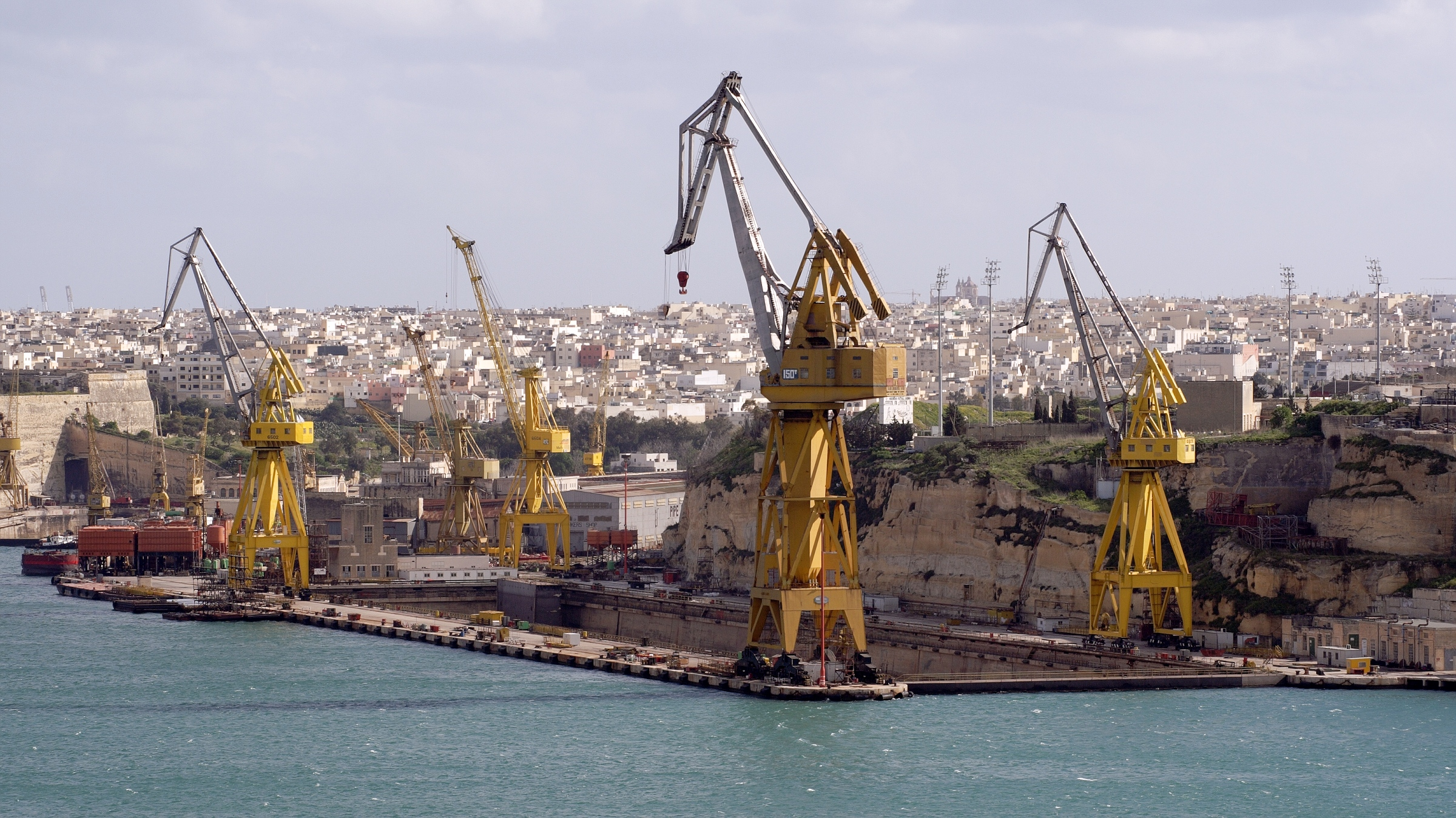
Dock 6 im French Creek

## Persönlichkeiten
- Michelangelo Vella (1710–1792), römisch-katholischer Geistlicher, Komponist, Organist und Musikpädagoge
- Ferdinando Mattei (1761–1829), römisch-katholischer Geistlicher und Bischof von Malta
- Salvatore Gaffiero (1828–1906), römisch-katholischer Geistlicher und Weihbischof in Malta
- Emanuele Galea (1891–1974), römisch-katholischer Geistlicher und Weihbischof in Malta
- Dolores Cristina (* 1949), Politikerin
- Terence Scerri (* 1984), Fußballspieler